# Medienpass NRW
Die Initiative Medienpass NRW wurde 2010 von der nordrhein-westfälischen Landesregierung ins Leben gerufen. Sie wird getragen von der Ministerin für Bundesangelegenheiten, Europa und Medien in der Staatskanzlei des Landes Nordrhein-Westfalen (MBEM NRW), dem Ministerium für Schule und Bildung des Landes Nordrhein-Westfalen (MSB NRW), dem Ministerium für Familie, Kinder, Jugend, Kultur und Sport des Landes Nordrhein-Westfalen (MFKJKS NRW), der Landesanstalt für Medien Nordrhein-Westfalen (LfM) und der Medienberatung NRW.
Ziel der Initiative ist es, Kinder und Jugendliche für das Thema Medienkompetenz zu begeistern und gleichzeitig Lehrer bei der Vermittlung zu unterstützen. Zudem soll die Vernetzung zwischen Schule und außerschulischen Angeboten gestärkt werden.

## Grundlegende Bestandteile
Die Initiative entwickelt Tipps und Hilfestellungen und fördert den Austausch zwischen Eltern, Jugendarbeit und Schule. Dazu dienen drei Bestandteile:
- Ein Kompetenzrahmen bietet Erziehenden und Lehrkräften Orientierung, über welche Fähigkeiten Kinder und Jugendliche verfügen sollen. Auf Basis der Strategie der Kultusministerkonferenz „Bildung in der digitalen Welt“[1] wurde der Kompetenzrahmen im Oktober 2017 überarbeitet.
- Ein Lehrplankompass zeigt auf, wo und wie die Anforderungen des Kompetenzrahmens in den Schulunterricht integriert werden können, und gibt praktische Hinweise und Anregungen für Lehrer.
- Als Drittes dokumentiert der eigentliche Medienpass das Kompetenzniveau der Schüler und motiviert zur weiteren Beschäftigung mit Medien.

## Entwicklung der Initiative
Mit einer Online-Konsultation im Sommer 2011 haben Landesregierung, Landesanstalt für Medien Nordrhein-Westfalen und Medienberatung NRW alle Interessierten eingeladen, an der Konzeption des Medienpasses NRW mitzuwirken. Ideen und Kommentare wurden detailliert ausgewertet, die Anregungen flossen in das Konzept ein. Von Februar bis Mai 2012 wurde der Medienpass NRW von 68 Grundschulen in ganz Nordrhein-Westfalen erprobt. Seit dem Schuljahr 2012 steht das Bildungsangebot allen Grundschulen in Nordrhein-Westfalen zur Verfügung.
Eine Ausdehnung auf weitere Altersklassen ist geplant: Ab dem Schuljahr 2013/2014 soll es einen Medienpass für die 5. und 6. Klasse geben, ab dem Schuljahr 2014/2015 ein Angebot für die 7. bis 9./10. Klasse.

## Grafische Gestaltung
Illustriert wurde der Medienpass NRW vom Düsseldorfer Grafik-Designer Fritjof Wild.